# Poken

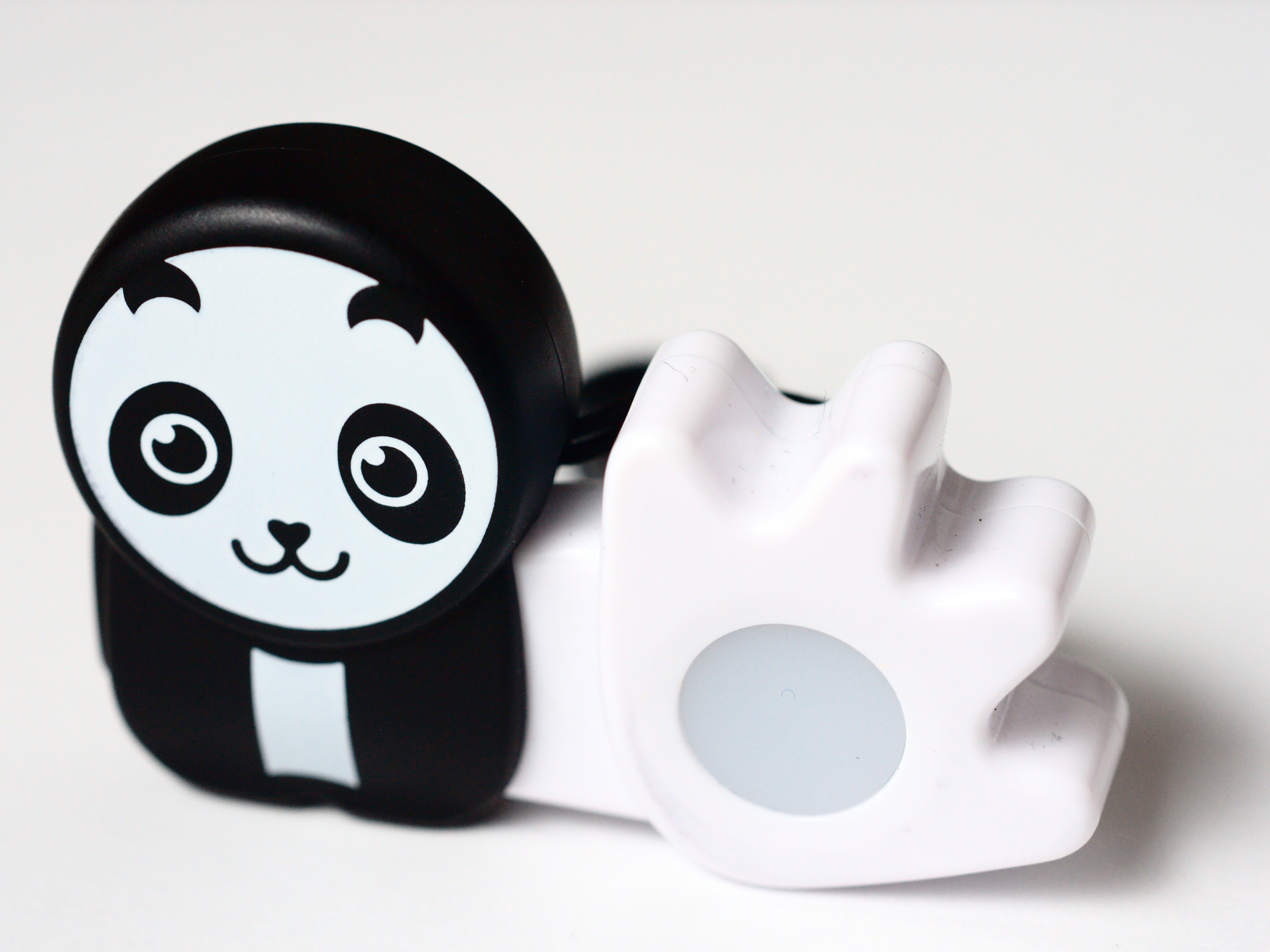
Um Poken

Um Poken é um gadget da empresa suíça Poken S.A., cujos dados de contato do proprietário são trocados através de comunicação sem fio.
Além dos dados comuns de cartões de visita, um Poken pode também armazenar links para o perfil do usuário em redes sociais.

## Conceito
O Poken é concebido como um chaveiro que apresenta um personagem com uma mão de quatro dedos. Dentro do dispositivo existem circuitos com microcontroladores, memória, ligação USB, bateria e um módulo de transmissão. Quando dois Pokens são segurados um contra o outro com as palmas das mãos voltadas para si, as informações armazenadas nos dispostivos podem ser trocadas através de transmissão sem fio. As palmas das mãos acendem uma luz verde para sinalizar que a transmissão foi realizada com sucesso.
Posteriormente, quando o Poken é conectado a um computador através da porta USB, as informações transmitidas previamente podem ser lidas.
Nos Pokens são gravados somente os números de série dos Poken contactados. Os dados completos do contato devem ser informados no site do fabricante, onde é criada uma relação entre o número de série do Poken e o seu dono.
O Poken se identifica no computador como um dispositivo USB de armazenamento em massa, que possui um arquivo HTML em seu interior. Com a abertura deste arquivo é realizado o login automático no site do fabricante, assim como a transmissão dos contatos somados.

## Vendas
A empresa Poken S.A. comercializa o Poken somente em pacotes de 12 unidades. Em alguns países como a Holanda e a Bélgica há diversas lojas online que vendem o Poken individual.
Em abril de 2009 a Poken S.A. afirmou que produz mensalmente 60.000 Pokens.

## Críticas
- Frequentemente o Poken foi criticado devido ao seu design, que não seria sério o suficiente para uso cotidiano em empresas.
- o Poken é um brinquedo destinado  a adolescentes com caracteristicas que ampliam os riscos de partilha inavertida de informação